# Dacia 1325
O Dacia 1325, também conhecido como 1325 Liberta ou simplesmente Liberta, foi um automóvel fabricado pela marca automobilística romena Dacia.

## História
Produzido de 1991 a 1996, o Dacia 1325 foi a versão hatchback da terceira geração do Dacia 1310 (1989–1993), bem como a versão hatchback da quarta geração do 1310 (1993–1998). Existem algumas fotos do Dacia 1325 Liberta com o painel frontal CN4 final, embora raro, e do sucessor do Dacia 1320 (1987-1990), que foi a versão hatchback da segunda geração do Dacia 1310 (1983-1989). No início era apenas uma cópia do antigo 1310, mas em 1993 passou por uma reforma semelhante à reforma do 1310 no mesmo ano e permaneceu em produção até 1996.